# Sergiu Victor Cujbă
Sergiu Victor Cujbă (n. 8 aprilie 1875, Chișinău, Imperiul Rus – d. 8 martie 1937, Tighina, România) a fost un poet, prozator, dramaturg, diplomat și traducător român, cunoscut pentru contribuțiile sale semnificative la literatura și cultura basarabeană.

## Biografie
Născut la 8 aprilie 1875 în Chișinău, Sergiu Victor Cujbă era fiul scriitorului Victor Crăsescu, cunoscut și sub pseudonimul Ștefan Basarabeanu. Tatăl său, Victor Crăsescu, a fost un medic și activist politic de stânga, originar din Basarabia, care a emigrat în Regatul României din cauza persecuțiilor politice din Imperiul Rus.
În 1906, Sergiu Cujbă s-a alăturat echipei ziarului Basarabia, primul ziar românesc din Chișinău, fondat de Constantin Stere și Ion Pelivan. Aici, el a contribuit la promovarea culturii și limbii române în Basarabia, însă activitatea sa a atras atenția autorităților țariste. După șase luni de activitate, a fost obligat să părăsească Basarabia în 24 de ore, la ordinul colonelului de jandarmi Vasiliev.
În perioada Primului Război Mondial, Sergiu Cujbă a fost implicat în eforturile diplomatice de recunoaștere a unirii Basarabiei cu România. A făcut parte din delegația basarabeană la Conferința de Pace de la Paris (1919-1920), alături de personalități precum Ion Pelivan, Ion Codreanu și Gheorghe Năstase. Această delegație a avut rolul de a susține drepturile României asupra Basarabiei și de a combate propaganda emigrației ruse care revendica teritoriul basarabean.
În 1931, Sergiu Cujbă a înființat la Ismail Societatea dramatică Gavriil Musicescu, ce avea drept scop propagarea culturii românești în Bugeac.
Sergiu Victor Cujbă a decedat în 1937, la un sanatoriu în Tighina.

## Operă
De-a lungul vieții, Sergiu Victor Cujbă a publicat numeroase lucrări literare, printre care se numără:
- "Povestiri din copilărie" (1896) – o colecție de povestiri inspirate din universul copilăriei.

- "Încoronarea" (1901) – o poemă dedicată evenimentului încoronării.

- "Florin" (1902) – o poveste în versuri.

- "Viața și luptele lui Ștefan cel Mare" (1904) – o lucrare ce prezintă biografia marelui domnitor moldovean.

- "Patrie și libertate. Cântările întregirii" (1916) – o colecție de versuri patriotice.

- "Cântări basarabene" (1919) – o culegere de poezii ce reflectă spiritul și tradițiile Basarabiei.

- "Imnuri de înfrățire. Stihuri cooperatiste" (1930) – o serie de poezii dedicate mișcării cooperatiste.

De asemenea, a tradus și adaptat diverse opere literare, contribuind la îmbogățirea patrimoniului cultural românesc.

## Moștenire
Sergiu Victor Cujbă rămâne o figură emblematică în literatura și cultura basarabeană, fiind apreciat pentru eforturile sale în promovarea limbii române și a valorilor naționale într-o perioadă dificilă din istoria regiunii.